# Caitlin De Ville
Caitlin De Ville est une violoniste zambienne, issue de la minorité blanche, née le 9 mars 1989 à Chingola, vivant en Afrique du Sud.
Elle a grandi à Kitwe puis s'est installée en Afrique du Sud à l'âge de 18 ans.
Elle utilise un violon électrique pour jouer des reprises diverses. Elle joue ainsi de la musique classique de façon moderne et dynamique, ainsi que d'autres genres musicaux plus contemporains comme la pop ou le hip-hop. Sur scène, elle allie performance musicale et chorégraphie spectaculaire. Elle a donné des concerts dans près de trente pays, y compris devant plusieurs dirigeants nationaux.
En 2019, elle fait une tournée européenne puis elle sort un album compilant ses reprises. Elle collabore aussi avec le groupe de folk metal finlandais Turisas.
Populaire sur les réseaux sociaux, elle est en 2017 la dixième youtubeuse avec le plus grand nombre d'abonnés en Afrique du Sud, puis la huitième en 2018.